# غييرمو تروخيو
كان غييرمو تروخيو (بالإسبانية: Guillermo Trujillo)‏ (من مواليد 1927-2018)  رسامًا من بنما . ولد في محافظة تشيريكي، بنما. بدأ دراسته في بنما وأكملها في مدريد . في عام 1959 حصل على شهادة تقدير في بينالي ساو باولو.